# Гриммер, Абель
Абель Гриммер (нидерл. Abel Grimmer; ок. 1570, Антверпен — ок. 1619, там же) — фламандский живописец.

## Биография
Родился около 1570 года в Антверпене в семье художника Якоба Гриммера. Учился у своего отца, настолько переняв его манеру, что до сих пор существует затруднение со всей определенностью атрибутировать их полотна. В 1591 году женился на Катарине Лескорнэ и в том же году вступил в качестве мастера в Гильдию св. Луки в Антверпене.
Абель Гриммер работал в Антверпене, выполняя в основном пейзажи и жанровые сцены. Живая и лёгкая манера исполнения, весёлые и занимательные сюжеты его картин, посвящённых крестьянской жизни, напоминают полотна Питера Брейгеля Старшего и Ханса Бола, которому они явно подражали. В то же время, в творчестве художника есть целый ряд городских видов с фигурами прогуливающихся вельмож, абсолютно индивидуальных и оригинальных, в которых заметны первые признаки стиля барокко. Некоторые из его изображений интерьеров основаны на композиционных решениях Ганса Вредемана де Вриса.
Художник умер в родном городе в 1618 или в 1619 году.

## Избранные работы
- «Рыночная площадь в Бергене», 1597;
- «Четыре сезона: Лето», 1607;
- «Четыре сезона: Осень», 1607. Королевский музей изящных искусств, Антверпен;
- «Четыре сезона: Зима», 1607;
- «Зимний пейзаж с бегством в Египет», 1607;
- «Зимний пейзаж с явлением ангела Иосифу, избиением младенцев и бегством в Египет», ок 1600—1619;

## Галерея

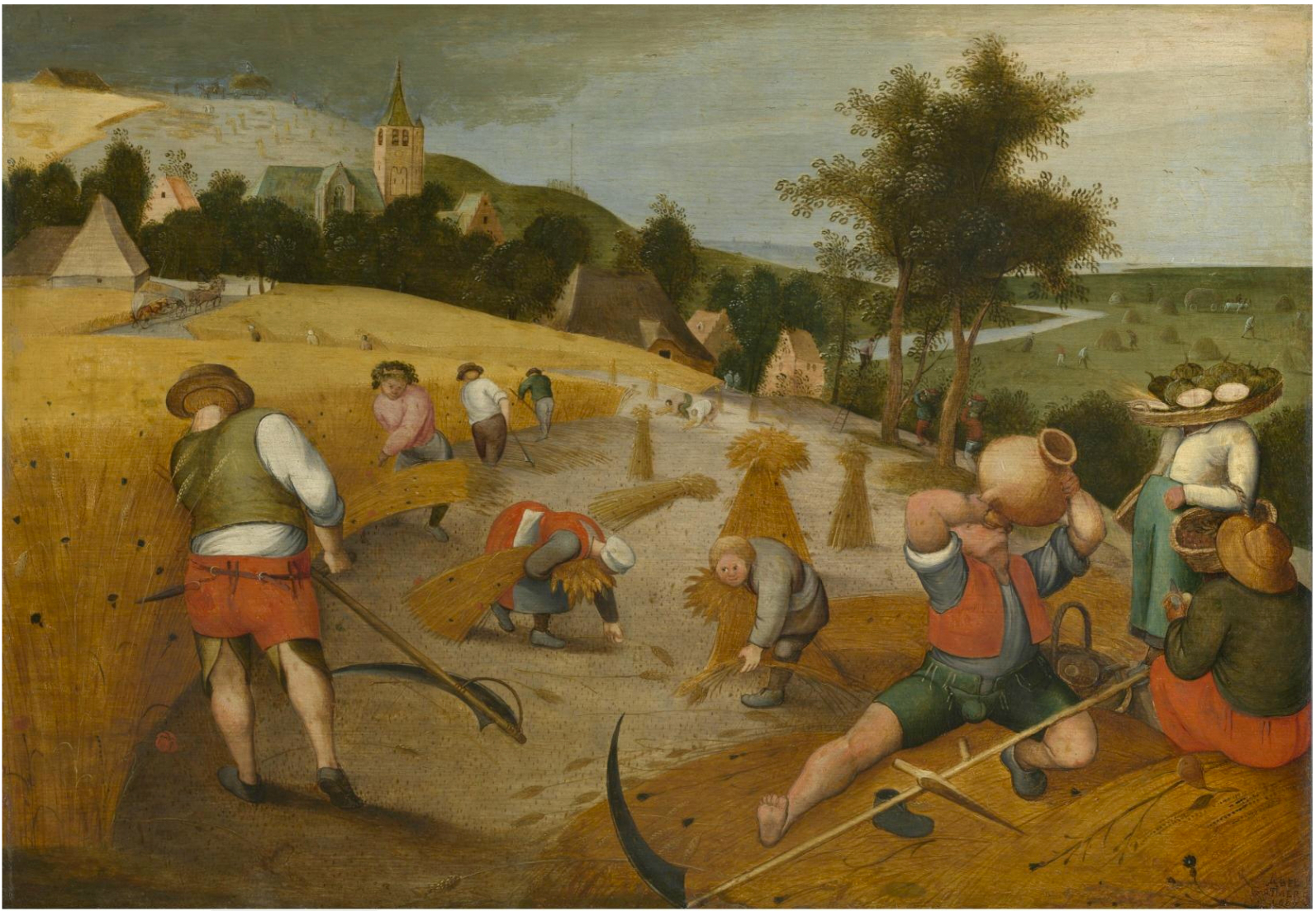
«Четыре сезона: Лето», 1607
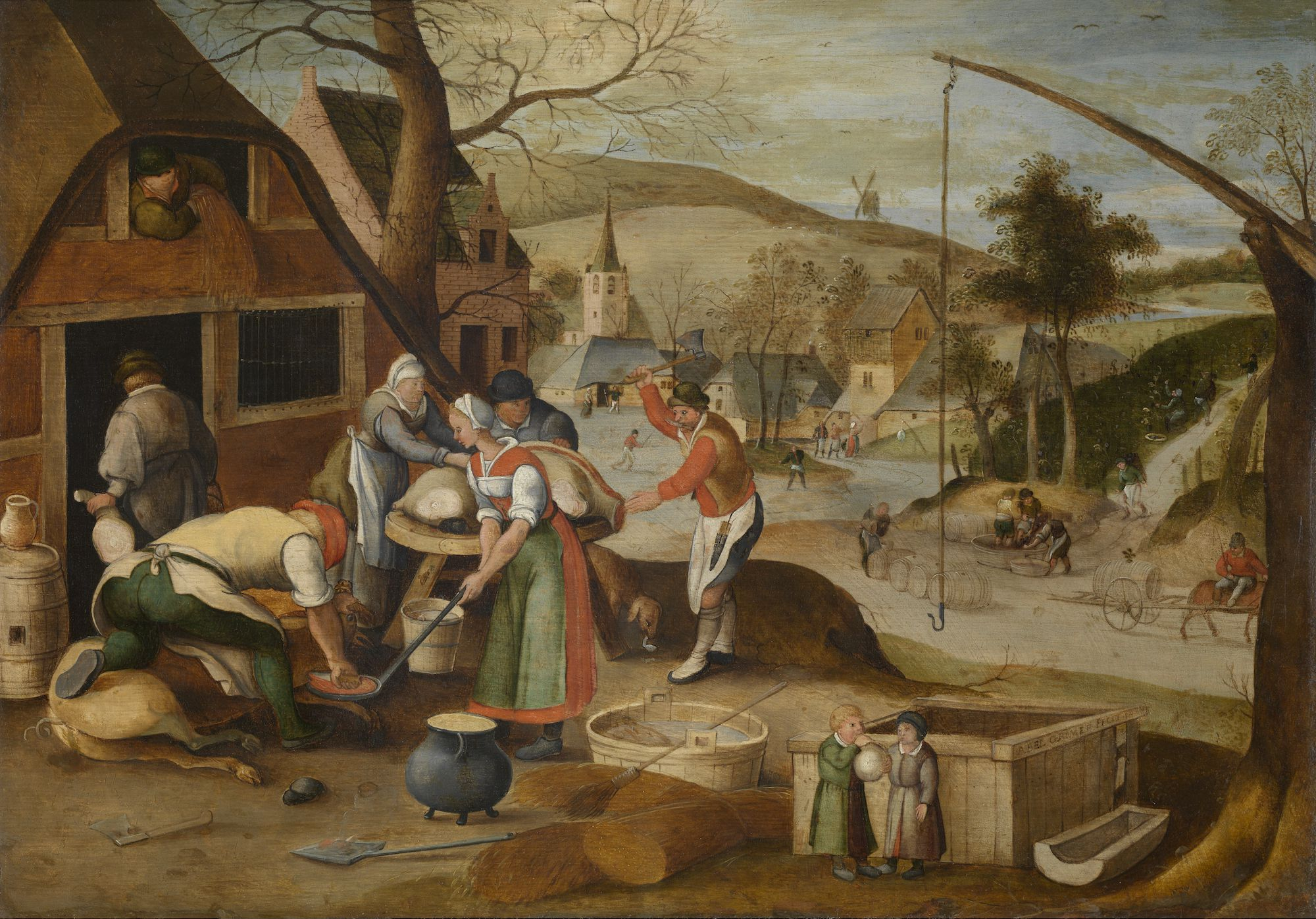
«Четыре сезона: Осень», 1607. Королевский музей изящных искусств, Антверпен
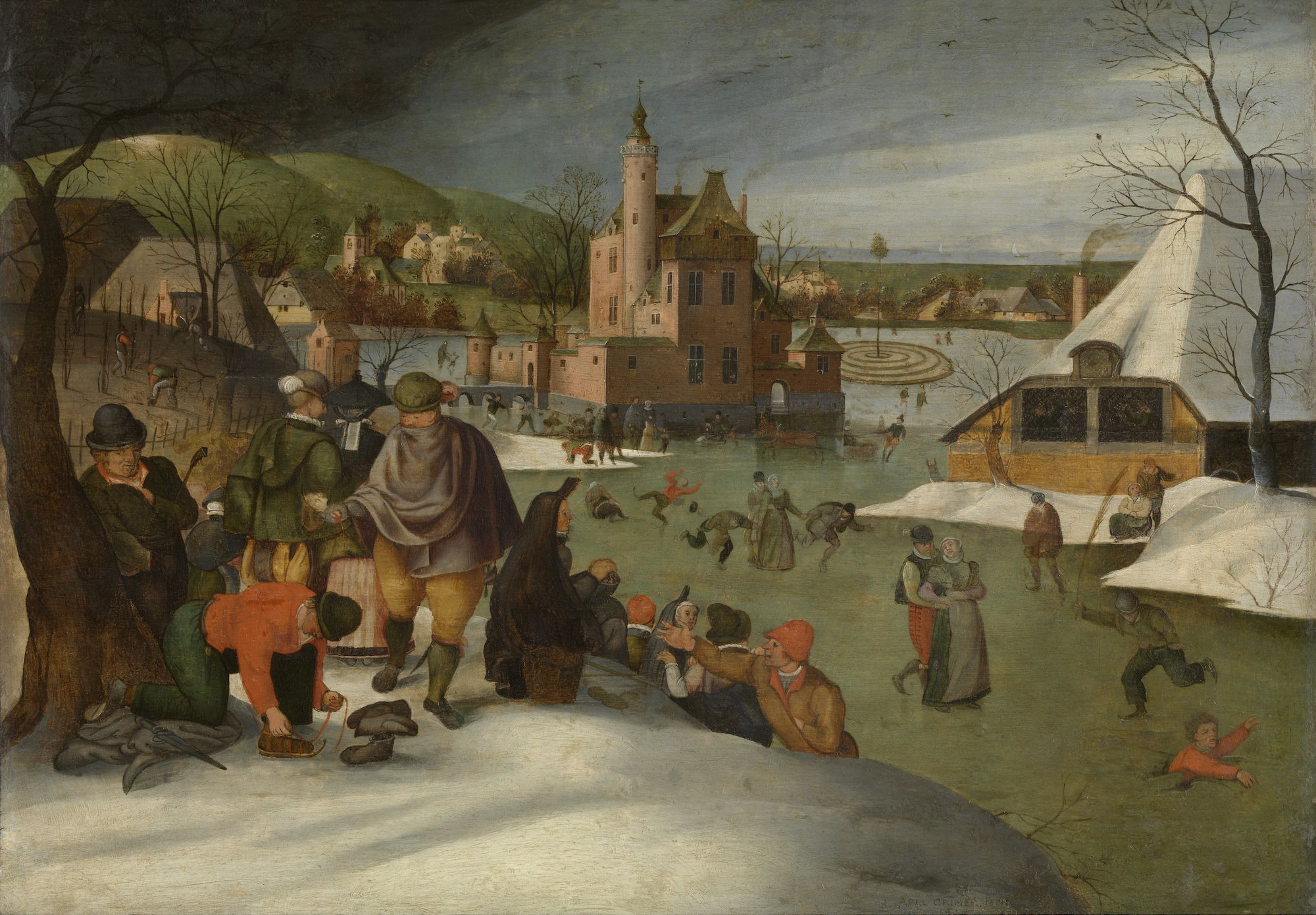
«Четыре сезона: Зима», 1607
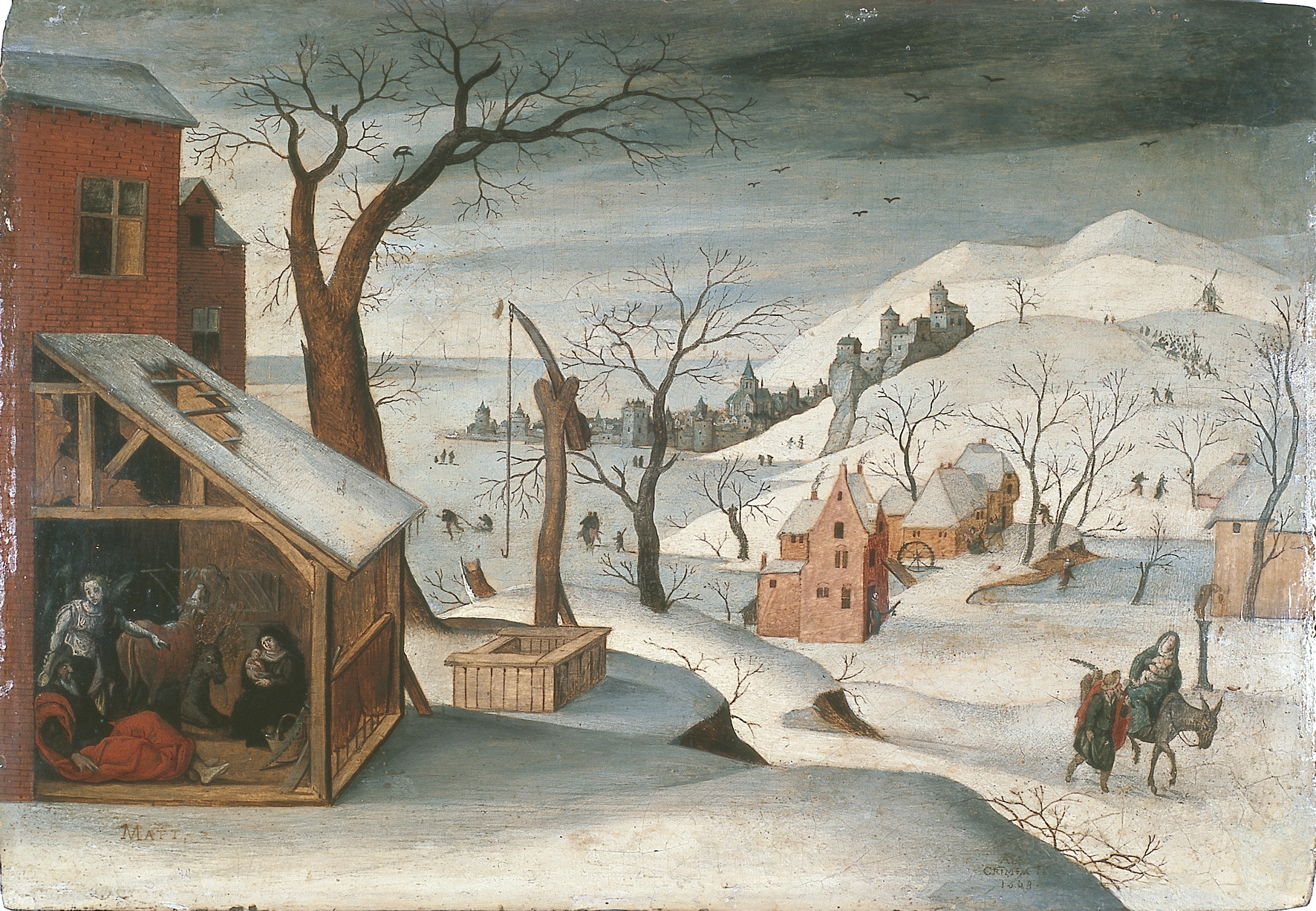
«Зимний пейзаж с явлением ангела Иосифу, избиением младенцев и бегством в Египет», ок 1600—1619